# 칠석의 여름
칠석의 여름(일본어: チルソクの夏, 치루소쿠노나쯔)은 2003년 일본의 사사베 키요시 감독에 의해 제작된 청춘 영화이다. 한일양국친선을 위해 부산과 시모노세키 양 도시간에 개최되었던 부관육상경기대회를 소재로 일본인 여학생과 한국인 남학생의 애뜻한 사랑을 다루고 있다.
'칠석'의 의미는 1년에 한번 있는 육상대회를 통해서만 만날 수 있는 두 남녀의 사정을 나타낸다. 또한 일본어 제목에서 '치루소쿠'는 한국어 '칠석'을 음차한 것인 데 반해 '여름'은 일본어를 쓰고 있어 한국인과 일본인이 사랑을 통해 하나되는 모습을 상징적으로 보여주고 있다.

## 줄거리
2003년 오랜만에 재개된 부산-시모노세키간 친선 육상경기대회의 스텝으로 참가한 이쿠코(미즈타니 유리 분)는 높이뛰기 선수로 이 대회에 참가했던 1977년의 시절을 회상한다.
그 해 여름, 이쿠코는 친구인 마리(우에노 주리분), 도모에(가쓰라 아사미분), 레이코(미무라 다카요분)와 함께 부산에서 열리는 육상대회에 참가하여 같은 높이뛰기 선수인 안대호를 알게 된다. 대호의 귀띔("Five centimeter back" : 5센티미터 뒤로)으로 좋은 기록을 얻게 된 이쿠코는 숙소까지 찾아와 더듬거리는 일본어로 좋아한다고 고백하는 대호에게 호감을 가진다. 그들은 다음 해의 대회에 다시 만날 것을 약속하면서 펜팔을 시작한다.

## 주요 인물
- 야마구치 현립 쵸후 고교(실제 학교임) 육상부원들
  - 엔도 이쿠코(미즈타니 유리) 높이 뛰기
  - 스기야마 마리(우에노 주리) 800m
  - 후지무라 도모에(가쓰라 아사미) 멀리 뛰기
  - 기가와 에이코(미무라 도모요) 창 던지기
- 엔도 류지-이쿠코의 아버지(야마모토 죠지)
- 이쿠코의 어머니(가나자와 미도리)
- 타지마 쥰이치 -(후쿠시 세이지) 이웃학교 선수이자 마리의 남자친구
- 안대호(스즈키 쥰페이) 부산의 남학생. 영화의 마지막 장면에서 쥰페이는 안대호를 닮은 부산의 남학생으로 다시 한번 등장한다.
- 나이든 이쿠코(다카키 미오)

## 기타
- 실제 부관육상경기대회는 1996년에 중단되었다가 2007년 7월 21일에 11년 만에 부활하였다.[1]